# Valeriana salicariifolia
Valeriana salicariifolia là một loài thực vật có hoa trong họ Kim ngân. Loài này được Vahl miêu tả khoa học đầu tiên năm 1806.